# Aston Martin AMR23
Der Aston Martin AMR23 ist ein Formel-1-Rennwagen, der von dem Aston Martin F1 Team entworfen und entwickelt wurde und an der Formel-1-Weltmeisterschaft 2023 teilgenommen hat. Es ist das dritte Formel-1-Auto, das Aston Martin im 21. Jahrhundert einsetzte, und wurde von Lance Stroll und Fernando Alonso gefahren. Der Reservefahrer von Aston Martin, Felipe Drugovich, ersetzte vorübergehend Stroll für alle drei Tage des Vorsaisontests in Bahrain, nachdem dieser in einen Fahrradunfall verwickelt war, der ihn zwang, sich vom Test zurückzuziehen.

## Design und Entwicklung
Am 16. Dezember 2022 kündigte Aston Martin an, dass sie den AMR23 am 13. Februar 2023 präsentieren würden, was sie zum ersten Konstrukteur machte, der ihr Startdatum bekannt gab.

## Wettkampfgeschichte
Der AMR23 erwies sich sofort als wesentlich wettbewerbsfähiger als sein Vorgänger, da das Aston Martin Team bereits beim Saisonauftakt in Bahrain 23 Punkte sammeln konnte. Fernando Alonso erzielte den zweiten Podiumsplatz des Teams und wurde Dritter, während Lance Stroll trotz einer Kollision der beiden Teamkollegen in der vierten Kurve der ersten Runde den sechsten Platz belegte. In den Schlussphasen des Rennens lag Alonso auf dem sechsten Platz, konnte jedoch Lewis Hamilton und Carlos Sainz Jr. auf der Strecke überholen. Kombiniert mit dem Ausfall von Charles Leclerc in Runde 41 sicherte sich Alonso den dritten Platz. Das folgende Rennen beim Großen Preis von Saudi-Arabien 2023 markierte das erste vorzeitige Ausscheiden von Aston Martin, da Lance Stroll aufgrund von Motorproblemen in Runde 16 ausschied. Alonso blieb jedoch trotz einer zuvor erhaltenen Strafe für das Aufstellen auf der falschen Startposition nach der Formationsrunde wettbewerbsfähig und belegte erneut den dritten Platz hinter den Red Bulls von Max Verstappen und Sergio Pérez. Damit erreichte er in seiner Formel-1-Karriere sein 100. Podium und wurde der sechste Fahrer in der Geschichte des Sports, der diese Leistung erbracht hat.
Während der Saison stagnierte die Leistung des Teams, da immer mehr Upgrades an den Autos eingeführt wurden. Obwohl Alonso beim Großen Preis der Niederlande einen Podiumsplatz unter schwierigen Bedingungen erreicht hatte, landete er außerhalb des Podiums und beendete den Großen Preis von Singapur auf einem Saison-Tiefpunkt auf dem fünfzehnten Platz. Er war in einen Vorfall in der ersten Runde verwickelt und fuhr über Trümmerteile, was dazu führte, dass das Auto "unfahrbar" war. In der Zwischenzeit wurde sein Teamkollege Stroll während der zweiten Hälfte der Saison häufiger in Q1 ausgeschieden und zog sich in Singapur nach einem schweren Unfall im Qualifying zurück. Nach dem Großen Preis von Japan fiel das Team in der Konstrukteursmeisterschaft hinter Mercedes und Ferrari auf den vierten Platz zurück, und Alonso fiel nach Singapur auf den vierten Platz in der Fahrermeisterschaft zurück, während Lewis Hamilton seine Position übernahm. Trotz eines Leistungsabfalls gegen Ende der Saison gelang es Alonso, in Brasilien knapp den dritten Platz zu erreichen, wobei er Pérez mit seinem Überholmanöver auf der letzten Runde den FIA Action Of The Year Award einbrachte. Am Ende der Saison belegte das Team den fünften Platz in der Konstrukteursmeisterschaft, 22 Punkte hinter McLaren. Alonso beendete die Fahrermeisterschaft auf dem vierten Platz mit 206 Punkten und 8 Podiumsplätzen. Dies war seine beste Platzierung in der Meisterschaft seit 2013. Stroll belegte den zehnten Platz in der Fahrermeisterschaft mit 74 Punkten, seinem bisher besten Saisonabschluss.

## Ergebnisse der Saison
| Fahrer                          | Nr.                             | 1 | 2   | 3 | 4  | 5  | 6 | 7   | 8 | 9 | 10 | 11 | 12 | 13 | 14 | 15 | 16 | 17  | 18 | 19  | 20   | 21 | 22 | 23 | Punkte | Rang |
| ------------------------------- | ------------------------------- | - | --- | - | -- | -- | - | --- | - | - | -- | -- | -- | -- | -- | -- | -- | --- | -- | --- | ---- | -- | -- | -- | ------ | ---- |
| Formel-1-Weltmeisterschaft 2023 | Formel-1-Weltmeisterschaft 2023 |   |     |   |    |    |   |     |   |   |    |    |    |    |    |    |    |     |    |     |      |    |    |    | 280    | 5.   |
| F. Alonso                       | 14                              | 3 | 3   | 3 | 64 | 3  | C | 2   | 7 | 2 | 5  | 7  | 9  | 5  | 2  | 9  | 15 | 8   | 86 | DNF | DNF  | 3  | 9  | 7  | 280    | 5.   |
| L. Stroll                       | 18                              | 6 | DNF | 4 | 87 | 12 | C | DNF | 6 | 9 | 49 | 14 | 10 | 9  | 11 | 16 | WD | DNF | 11 | 7   | *17* | 5  | 5  | 10 | 280    | 5.   |

| Legende  | Legende            | Legende                                                          |
| Farbe    | Abkürzung          | Bedeutung                                                        |
| -------- | ------------------ | ---------------------------------------------------------------- |
| Gold     | –                  | Sieg                                                             |
| Silber   | –                  | 2. Platz                                                         |
| Bronze   | –                  | 3. Platz                                                         |
| Grün     | –                  | Platzierung in den Punkten                                       |
| Blau     | –                  | Klassifiziert außerhalb der Punkteränge                          |
| Violett  | DNF                | Rennen nicht beendet (did not finish)                            |
| Violett  | NC                 | nicht klassifiziert (not classified)                             |
| Rot      | DNQ                | nicht qualifiziert (did not qualify)                             |
| Rot      | DNPQ               | in Vorqualifikation gescheitert (did not pre-qualify)            |
| Schwarz  | DSQ                | disqualifiziert (disqualified)                                   |
| Weiß     | DNS                | nicht am Start (did not start)                                   |
| Weiß     | WD                 | zurückgezogen (withdrawn)                                        |
| Hellblau | PO                 | nur am Training teilgenommen (practiced only)                    |
| Hellblau | TD                 | Freitags-Testfahrer (test driver)                                |
| ohne     | DNP                | nicht am Training teilgenommen (did not practice)                |
| ohne     | INJ                | verletzt oder krank (injured)                                    |
| ohne     | EX                 | ausgeschlossen (excluded)                                        |
| ohne     | DNA                | nicht erschienen (did not arrive)                                |
| ohne     | C                  | Rennen abgesagt (cancelled)                                      |
| ohne     | keine WM-Teilnahme |                                                                  |
| sonstige | P/fett             | Pole-Position                                                    |
| sonstige | 1/2/3/4/5/6/7/8    | Punktplatzierung im Sprint-/Qualifikationsrennen                 |
| sonstige | SR/kursiv          | Schnellste Rennrunde                                             |
| sonstige | *                  | nicht im Ziel, aufgrund der zurückgelegten Distanz aber gewertet |
| sonstige | ()                 | Streichresultate                                                 |
| sonstige | unterstrichen      | Führender in der Gesamtwertung                                   |